# Walid Laggoune
Walid Laggoune, né le 7 janvier 1949 à Alger et mort le 20 avril 2025, est un auteur, juriste et professeur des universités algérien. 
Il officie en tant que professeur au sein de la faculté de droit de l'université Alger 1. Il est l'un des universitaires les plus prolifiques d'Algérie, s'exprimant souvent dans les médias sur des questions de droit constitutionnel. Il est membre du directoire algérien de l'institut de recherche le Laboratoire méditerranéen de droit public. 

## Biographie
Après avoir obtenu une licence en droit, Walid Laggoune décroche un diplôme d'études supérieures en droit public, pour lequel il rédige en 1976 un mémoire intitulé Les juridictions d'exception en Algérie. Il obtient également un diplôme d'études supérieures en sciences politiques. Il est également docteur d'État en droit public.
Il publie de nombreux articles universitaires portant sur le droit public, le droit constitutionnel mais également le droit économique, notamment pour la Revue algérienne des sciences juridiques, économiques et politiques et la revue de l'École nationale d'administration.
Walid Laggoune officie entre 2011 et 2013 comme professeur visiteur au sein de l’École des hautes études en sciences sociales à Paris. Il prend également part en 2012 à un colloque organisé dans l'Institut d'études politiques d'Aix-en-Provence portant sur la démocratie dans l'espace méditerranéen.
Walid Laggoune a notamment participé à la conférence de Marrakech sur les changements climatiques en 2016, en présentant un colloque « Du droit de l'environnement au droit de l'environnement : l'expérience algérienne ».

## Publications et ouvrages

### Livres
- Les juridictions d’exception en Algérie, mémoire, Diplôme d'études supérieurs en droit public, Alger, 1976.
- Le contrôle de l'État sur les entreprises privées industrielles en Algérie : genèse et mutations, Les Éditions internationales, Alger, 370 p. 1996[6].
- L’Algérie cinquante ans après : la part du droit, Éditions Ajed, Alger, deux tomes, 2013[7].

### Ouvrages collectifs
- « Régulation juridique de la lutte contre le terrorisme : l'expérience algérienne » in Managing Change: Evolution In The Global Arena And Mediterranean Security : 5th Mediterranean Dialogue International Research Seminar : Rome, Italy 27-30 October, 2002, Collège de défense de l'OTAN, Rome, 2003[8].

### Articles de revues académiques
- « La justice dans la Constitution algérienne de 22 novembre 1976 », Revue algérienne des sciences juridiques, économiques et politiques, 1981 n°3
- « La sous-traitance des marchés publics en Algérie », Revue algérienne des sciences juridiques, économiques et politiques, 1983, n°3.
- « Les rapports entre la PME privée et la PME publique en Algérie », Revue de l’Association internationale de droit économique (AIDE), 1985.
- « L’évolution du régime juridique des investissements privés en Algérie », Revue algérienne des sciences juridiques, économiques et politiques, vol. 4, 1989.
- « Le statut juridique de la propriété privée en Algérie. Revue algérienne des sciences juridiques, économiques et politiques, vol. 2, 1989.
- « La révision constitutionnelle en Algérie : réalité et enjeux. Revue algérienne des sciences juridiques, économiques et politiques, vol. 4, 1990.
- « De l’État entrepreneur à l’État actionnaire : discours juridique et réalité d’un processus » Revue algérienne des sciences juridiques, n°31, vol. 4, 1996, p. 723-752[9].
- « Questions autour du nouveau code algérien des investissements », Idara : Revue de l'École nationale d'administration, vol. 1, 1994.
- « Droits économiques et sociaux : un état de la législation algérienne en matière de non-discrimination » Idara : Revue de l'École nationale d'administration, vol. 1, 1996.
- « La conception du contrôle de constitutionnalité en Algérie », Idara : Revue de l'École nationale d'administration, n°6, vol. 2, 1996.
- « La réforme administrative en Algérie »,  Idara : Revue de l'École nationale d'administration, vol. 2, 1996.
- « La décentralisation : état des problématiques et perspectives pour les pays en développement », Revue des Collectivités Locales, vol.1, 1997.
- « Observations autour de la création du Conseil d’État en Algérie », Idara : Revue de l'École nationale d'administration, vol. 1, 1997.
- « L’État dans la problématique du changement », Idara : Revue de l'École nationale d'administration, vol. 2, 2002.

### Conférences et colloques
- « Le contrôle parlementaire en Algérie », Communication au colloque sur le contrôle parlementaire au Maghreb, Rabat, 16 et 17 octobre 2015.
- « Du droit de l’environnement au droit de l’environnement : l'expérience algérienne ». Communication présentée lors de la COP 22, Marrakech, 15 et 16 novembre 2016.